# Liebenthal (Kansas)
Liebenthal è un comune degli Stati Uniti d'America, situato nello Stato del Kansas, nella contea di Rush.